# Robert Tessen
Robert Tessen (* 22. September 1915 in Graz, Österreich-Ungarn; † 13. März 2002 in Zürich) war ein österreichischer Schauspieler.

## Biografie
Rund dreißig Jahre gehörte Robert Tessen zum Ensemble des Zürcher Schauspielhauses und spielte auf der Pfauenbühne weit über hundert Rollen. Außerdem war er in zahlreichen Film- und Fernsehrollen zu sehen.

## Am Theater
Tessen erhielt seine künstlerische Ausbildung an der Schauspielakademie seiner Heimatstadt und gab sein Theaterdebüt 1936 an der Landesbühne Graz. Es folgten bis zum Zweiten Weltkrieg Verpflichtungen ans Schauspielhaus Bremen und an das Stadttheater Nürnberg. Seine Nachkriegslaufbahn startete der Künstler 1946 als Mitglied des Wiener Theaters „Die Insel“. Hier blieb er fünf Jahre, trat aber in der Spielzeit 1946/47 auch am Burgtheater auf. Nach einer erneuten Stippvisite an der „Burg“ 1951 war Tessen 1951 bis 1954 am Luzerner Stadttheater engagiert. Anschließend wirkte er bis 1961 an der Komödie Basel. Nach Zürich kam Robert Tessen 1961 und blieb dort, nur unterbrochen durch die Jahre 1969–1974, als er Ensemblemitglied am Hamburger Thalia-Theater (1969 bis 1972) war und ein drittes Mal ans Burgtheater (1972 bis 1974) zurückkehrte, bis 1992.
Zu Tessens bedeutendsten Bühnenrollen zählen der Totengräber in Hamlet, der Dr. Bloek in Molnars Panoptikum, der Lumpensammler in Giraudouxs Die Irre von Chaillot, der Karsky in Sartres Die schmutzigen Hände, der Jim in Jim und Jill von Ellis und Myers, der Specht in Willems' Bärenhäuter und die Hexe in Goethes Faust.

## Bei Film und Fernsehen
Seine Filmkarriere startete er 1942 mit der Filmkomödie Sophienlund, in der Heinz Rühmann die Regie innehatte, und er neben Harry Liedtke, Käthe Haack und Hannelore Schroth eine der Hauptrollen spielte. Mit Heinz Rühmann arbeitete er 1943/44 erneut zusammen, diesmal in der Filmkomödie Quax in Afrika. In dem unvollendet gebliebenen 1944/45 gedrehten Spielfilm von G. W. Pabst Der Fall Molander war er als Geiger Fritz Molander besetzt. Tessen stand 1944 in der Gottbegnadeten-Liste des Reichsministeriums für Volksaufklärung und Propaganda.
In der Nachkriegszeit schlossen sich weitere Film- und Fernsehrollen an. So spielte er beispielsweise 1968 in 13 Folgen der komödiantischen Fernsehserie Zimmer 13 die Rolle des Ferdinand. In dem Fernsehfilm Die Fee von 1969, Regie Ettore Cella, war er neben Christiane Hörbiger und Gretl Schörg in der Hauptrolle besetzt; ebenso in der Fernsehkomödie Prometheus aus der Seitengasse – wiederum unter der Regie von Ettore Cella. In dem Fernsehfilm Der Hellseher von 1974 hatte er neben Ingeburg Kanstein und Wolfram Schaerf eine der Hauptrollen inne. Seinen letzten filmischen Auftritt hatte er 1993 in dem Fernsehfilm Die skandalösen Frauen von Xaver Schwarzenberger, in dem die Burgschauspielerin Elisabeth Augustin, Haymon Maria Buttinger und Veronica Ferres in den Hauptrollen besetzt waren.
Der Schauspieler verstarb im März 2002 nach längerer Krankheit 86-jährig in Zürich. In der Neuen Zürcher Zeitung verabschiedete ihn Richard Merz unter anderem mit den Worten, dass „die Meisterschaft dieses sensiblen, leise nuancierenden Schauspielers“ darin gelegen habe, „in einem Satz unendlich viel mehr mitschwingen zu lassen und dem Zuschauer mitzuteilen, als die Worte allein aussagen“.

## Filmografie (Auswahl)
- 1943: Sophienlund
- 1943/47: Quax in Afrika
- 1945: Der Fall Molander
- 1949: Geheimnisvolle Tiefe
- 1951: Frühling auf dem Eis
- 1952: Abenteuer im Schloss
- 1964: Der Gefangene der Botschaft (Fernsehfilm)
- 1964: Geschichten aus dem Wienerwald (Fernsehfilm)
- 1968: Zimmer 13 (Fernsehserie, 13 Folgen)
- 1969: Die Fee (Fernsehfilm)
- 1970: Prometheus aus der Seitengasse (Fernsehfilm)
- 1971: Hamburg Transit (Fernsehserie, Folge Eine Rechnung für Zimmer elf)
- 1974: Hallo – Hotel Sacher … Portier! (Fernsehserie, Folge Majestäten)
- 1974: Tatort: Mord im Ministerium
- 1974: Der Hellseher (Fernsehfilm)
- 1975: Ein Fall für Männdli (Fernsehserie, Folge Mister X)
- 1977: Die kluge Bauerntochter (Kurzfilm, gedreht 1971)
- 1978: Wallenstein (Fernseh-Miniserie, Folge Ein Kaisertreuer)
- 1979: Die Protokolle des Herrn M. (Fernsehserie, Folge Mann ohne Namen)
- 1983: Glut
- 1991: Anna Göldin – Letzte Hexe
- 1993: Die skandalösen Frauen (Fernsehfilm)

## Hörspiele (Auswahl)
- 1947: Klabund: X, Y, Z – Regie und Sprecher (Hörspielbearbeitung – ORF Steiermark)
- 1959: Wolfgang Altendorf: Es geschah in … Österreich: Das Handtaschenwunder. Nach einer wahren Begebenheit (Herr mit dem Koffer) – Regie: Otto Kurth (Original-Hörspiel – WDR)
- 1961: Heinrich von Kleist: Der zerbrochene Krug (Veit Tümpel, Bauer) – Bearbeitung und Regie: Alfred Hartner (Hörspielbearbeitung – ORF Salzburg)
- 1962: Curt Goetz: Ingeborg (Ingeborgs Mann) – Regie: Werner Hausmann (Hörspielbearbeitung – DRS/BR)
- 1972: Elfriede Jelinek: Wien West (Nagl) – Regie: Otto Düben (Originalhörspiel – NDR/WDR)
- 1983: Jean Anouilh: Der Nabel – Regie: Ferry Bauer (Hörspiel – ORF Vorarlberg)
- 1985: Franz Werfel: Die Entfremdung – Bearbeitung und Regie: Ferry Bauer (Originalhörspiel – ORF Vorarlberg)
- 1988: August Strindberg: Advent (Der Nachbar) – Bearbeitung und Regie: Klaus Gmeiner (Hörspielbearbeitung – ORF Salzburg)

Quellen: Ö1-Hörspieldatenbank und ARD-Hörspieldatenbank